# 아미노기가수분해효소

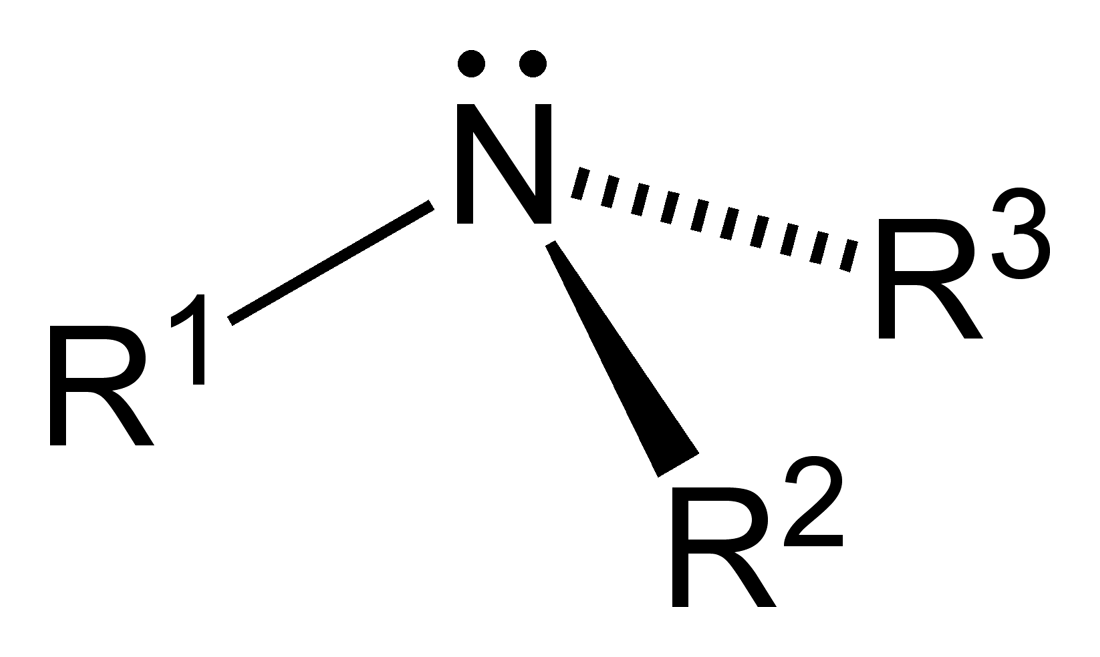
아민의 일반적인 구조

아미노기가수분해효소(영어: aminohydrolase) 또는 아미노하이드롤레이스는 아미노기에 작용하는 가수분해효소이다.
아미노기가수분해효소는 EC 번호 EC 3.5.4로 분류된다.

## 같이 보기
- 가수분해효소 (EC 3)
- 아미도기가수분해효소